# Hey Girl (gruppo musicale)
Le Hey Girl sono un gruppo mandopop femminile taiwanese. Nacquero quando la compagnia Channel V organizzò delle audizioni per il programma Wo Ai Hei Se Hui (我愛黑澀會), un varietà televisivo il cui scopo era quello di creare dei nuovi personaggi dello spettacolo femminili nella nazione taiwanese. Per la fine del 2005, la Channel V scelse nove membri come rappresentanti delle ragazze partecipanti al programma. Questi nove membri erano Gui Gui, Xiao Jie, Mei Mei, Apple, Xiao Xun, Ya Tou, Xiao Man, Tong Tong e Da Ya. Insieme sono state affettuosamente riconosciute per un breve periodo come le Jiu Niu Niu (caratteri cinesi: 九妞妞; pinyin: Jiǔ Niū Niū).
I nove membri sono stati successivamente separati in due diversi gruppi, per l'uscita del loro terzo EP: Da Ya, Xiao Man, Ya Tou, Gui Gui ed Apple costituivano le Fen Hong Gao Ya Dian (cinese tradizionale: 粉紅高壓電; pinyin: Fěn Hóng Gāo Yā Diàn; inglese: high-voltage pink). Mei Mei, Xiao Xun, Xiao Jie e Tong Tong formavano le Tian Xin Hong Zha Ji (cinese tradizionale: 甜心轟炸機; pinyin: Tián Xīn Hōng Zhà Jī; inglese: sweet-hearted flying bombers).

## Curiosità

### L'allontanamento di Tong Tong
Il 5 ottobre 2008, Tong Tong ha lasciato le Hei Se Hui Mei Mei e il varietà Wo Ai Hei Se Hui. Si presume che abbia lasciato il gruppo a causa di una spaccatura nei rapporti con la leader della band Da Ya, a causa di una sua presunta storia con il fidanzato del tempo di Tong Tong, Hakka-Pac; altre fonti riportano che Tong Tong è stata forzata ad andarsene a causa di alcune violazioni del suo contratto. Tong Tong ha ammesso che durante questo periodo di stress ha iniziato a tagliarsi con delle lamette.
Andando avanti, Tong Tong ha dichiarato che intende concentrarsi sulle sue abilità di canto e ballo. Attualmente lavora per Momo Kids, una compagnia televisiva taiwanese che produce programmi per bambini.

### Gui Gui lascia le Hey Girl
Gui Gui attualmente ha lasciato la compagnia manageriale di Channel V da quando si è avuta notizia che il drama Tao Hua Mei Mei sarebbe andato in onda su tale canale; il manager Andy Ge ha dichiarato che la ragazza non ha intenzione di rinnovare il contratto, come lei stessa ha ammesso attraverso un intervento sul suo blog ufficiale.
Il manager Andy Ge ha chiarito che le Hey Girl non sono sotto contratto con la Channel V, quindi Gui Gui non avrebbe lasciato il gruppo e avrebbe seguito le funzioni promozionali come sempre.
Tuttavia, Gui Gui non si presentò a tali funzioni promozionali del gruppo. Il 6 maggio 2009, il manager Andy Ge ha affermato che la posizione di Gui Gui nelle Hey Girl sarebbe stata chiarita dalla Warner Music, la loro etichetta discografica.
Attualmente, Gui Gui ha ufficialmente lasciato il gruppo Hey Girl, e non parteciperà più allo show televisivo I love Blackie.

### Lo scandalo di Xiao Man
Xiao Man e Xiao Yu dei Lollipop sono stati scoperti mentre fumavano durante un appuntamento. L'avvenimento è stato fatto presente poiché la politica della Channel V è quella di non permettere appuntamenti tra i Lollipop e le Hey Girl.
A Xiao Man è stato vietato di fare apparizioni in pubblico finché la notizia non avesse smesso di fare scalpore, ed è per questo che la ragazza non fu inclusa nelle promozioni cinesi delle Hey Girl.
Approssimativamente a marzo del 2009, Xiao Man è riapparsa in pubblico, e non è stata fatta menzione della sua violazione del contratto. Secondo alcune voci non confermate, il manager Andy Ge starebbe pensando di abolire la politica del divieto di appuntamenti tra i due gruppi.

## Cambio di nome
Originariamente, il nome del gruppo Hei Se Hui Mei Mei è un gioco di parole tra le espressioni "Mei Mei" (cinese tradizionale: 美眉; traduzione: bellissima ragazza) e "Hei Se Hui" (cinese tradizionale: 黑社會; inglese: black society; traduzione: triade). Successivamente, quando il gruppo è passato sotto la Warner Music, il loro nome è stato cambiato in 黑Girl, ufficialmente in inglese Hey Girl. Il cambio di nome fu il risultato delle preoccupazioni della compagnia, che credeva che se ci fossero stati scandali con le altre ragazze partecipanti al varietà Wo Ai Hei Se Hui, essi sarebbero stati associati anche con le Hei Se Hui Mei Mei (Hey Girl).

## Formazione

### Formazione attuale

#### Da Ya
- Nome di nascita: Chou Yi Pei (cinese: 周宜霈)
- Data di nascita: 21-10-1985
- Soprannome: Da Ya (cinese:大牙) (Grande Dente)
- Lingua: cinese
- Professione: attrice, cantante, presentatrice televisiva
- Educazione: Okazaki Arts School (Taipei, Taiwan)

#### Apple
- Nome di nascita: Huang Wei Ting (cinese: 黃暐婷)
- Data di nascita: 28-03-1985
- Soprannome: Apple
- Lingua: cinese
- Professione: Actress and singer
- Educazione: Okazaki Arts School (Taipei, Taiwan)

#### Mei Mei
- Nome di nascita: Guo Jie Qi  (cinese: 郭婕祁)
- Data di nascita: 16-08-1985
- Soprannome: Mei Mei
- Lingua: cinese
- Professione: attrice, cantante, presentatrice televisiva

#### Ya Tou
- Nome di nascita: Zhang Ya Wen (cinese: 詹子晴)
- Data di nascita: 11-04-1988
- Soprannome: Ya Tou (cinese:丫頭) (Piccola Muchkin)
- Nome inglese: Yako
- Lingua: cinese
- Professione: attrice e cantante
- Educazione: Hsing Wu College (programma inglese) Taipei, Taiwan

#### Xiao Xun
- Nome di nascita: Huang Jin Yi (cinese: 黃瀞怡)
- Data di nascita: 27-02-1989
- Soprannome: Xiao Xun (cinese: 小薰)
- Nome inglese: Albee Huang
- Lingua: cinese
- Professione: attrice e cantante
- Educazione: Hsin Sheng College di cura e management medico

#### Xiao Man
- Nome di nascita: Wang Shu Xuan (cinese: 王淑萱)
- Data di nascita: 07-11-1989
- Soprannome: Xiao Man (cinese: 小蠻)
- Nome inglese: Chanel
- Lingua: cinese
- Professione: Actress and singer
- Educazione: Scuola Superiore Privata Taipei ZTE

#### Xiao Jie
- Nome di nascita: Chang Hsiao Chieh (Zhang Xiao Jie) (cinese: 張筱婕)
- Data di nascita: 25-07-1991
- Soprannome: Xiao Jie (cinese: 筱婕)
- Nome inglese: Mini Chang
- Lingua: cinese
- Professione: attrice e cantante

### Former members

#### Tong Tong
- Nome di nascita: Tsai Di Tong (cinese: 蔡玓彤)
- Data di nascita: 10-12-1986
- Soprannomi: Tong Tong (cinese: 彤彤) e Xiao Niu (cinese: 小妞)
- Nome inglese: Julie Tsai
- Lingua: cinese
- Professione: attrice, cantante, conduttrice televisiva

#### Gui Gui
- Nome di nascita: Wu Ying Jie (cinese: 吳映潔)
- Data di nascita: 11-08-1989
- Soprannome: Gui Gui (cinese: 鬼鬼) (fantasma)
- Nome inglese: Even Wu
- Lingua: cinese
- Professione: attrice e cantante

## Filmografia

### 2006
- Angel Lover (caratteri cinesi: 天使情人; pinyin: Tiān Shǐ Qíng Rén) (2006) - Xiao Xun 小薰, Da Ya 大牙
- Zhu Zuo Bian Zhu You Bian (caratteri cinesi: 住左边住右边; pinyin: Zhù Zuǒ Biān Zhù Yòu Biān) (2006-2007) - Ya Tou 丫頭

### 2007
- Brown Sugar Macchiato (黑糖瑪奇朵) (2007) - tutti i membri
- Wayward Kenting (caratteri cinesi: 我在墾丁*天氣晴; pinyin: Wǒ Zài Kěn Dīng Tiān Qì Qíng) - Da Ya 大牙
- Hei Tang Lai Le (caratteri cinesi: 黑糖來了; pinyin: Hēi Táng Lái Le) (2007) - Da Ya 大牙, Mei Mei, Apple e Xiao Man 小蠻 (drama online)
- 18 Jin Bu Jin (caratteri cinesi: 18禁不禁; pinyin: 18 Jīn Bù Jīn?) (2007) - Xiao Xun 小薰

### 2008
- Rolling Love - (caratteri cinesi: 翻滾吧！蛋炒飯; pinyin: Fān Gǔn Ba! Dàn Chǎo Fàn) - Xiao Xun 小薰
- The Legend of Brown Sugar Chivalries - Xiao Xun, Ya Tou, Xiao Man, Mei Mei (cast principale), Gui Gui, Da Ya, Apple, Xiao Jie (personaggi minori)
- Mysterious Incredible Terminator - (caratteri cinesi: 霹靂MIT; pinyin: Pī Lì MIT) - Gui Gui 鬼鬼

## Discografia

### Album
- 2008 - Hey Girl (首張同名專輯)

### EP
- 2006 - Wo Ai Hei Se Hui mei mei(我愛黑澀會)
- 2006 - Mei Mei Si Mi De Yi Tian - Fen Hong Gao Ya Dian / Tian Xin Hong Jia Ji  (美眉私密的一天 - 粉紅高壓電 / 甜心轟炸機)
- 2007 - Mei Mei Si Mi Party (美眉私密Party)

### Colonne sonore
- 2007 - Brown Sugar Macchiato OST (黑糖瑪奇朵原聲帶)